# Бентивольо, Антон Галеаццо
Антон Галеаццо Бентивольо (итал. Anton Galeazzo Bentivoglio; 1385 — Болонья, 23 декабря 1435) — сын Джованни I Бентивольо. После смерти отца получил приют в замке семьи Мальвецци Кастель Гвельфо.

## Биография
Был выдвинут на должность главы олигархического органа самоуправления — Шестнадцати реформаторов, возрожденного в Болонье после восстания против антипапы Джованни XXIII 3 марта 1416 г. Антон Галеаццо являлся одним из активных участников переворота вместе с семьей Мальвецци. Вторично был избран на эту должность в 1418 г., после чего значительно увеличил своё влияние в городе.
В 1420 г. добился ссылки своих политических противников — членов семьи Канедоли, в то же время некоторых приказал повесить. Столь жесткие методы правления возмутили болонцев, которые в июле того же года изгнали его из города. Однако, войдя в соглашение с капитаном папских войск Браччио да Монтоне, Антон Галеаццо смог добиться синьории в Кастэль-Болоньезе, где нашли убежище болонские изгнанники. Синьория была утеряна после неудачной попытки нападения на Имолу, которая закончилась поражением от папских войск.
В качестве кондотьера, нанимаемого то флорентийцами, то Ватиканом, участвовал в различных военных предприятиях. В намерения Церкви входило как можно дольше удерживать Антона Галеаццо от намерения завоевать Болонью.
Тем не менее, в 1435 г. он смог вернуться в Болонью. Папский легат кардинал Даниэль да Тревизо был обеспокоен симпатией, которую проявляли жители Болоньи к Антону Галеаццо, а также возникшей опасностью очередного переворота против папской власти. Со своим помощником Бальдассарре да Оффида решил устроить ловушку. Приглашенный посетить общину, Антон Галеаццо по пути был схвачен и убит вместе со своими сподвижниками.
Сначала был похоронен в церкви Сан Кристофоро дель Балладуро. Впоследствии тело было перенесено в саркофаг работы Якопо делла Кверча в 1435 г., где находится по сей день, в церкви Сан Джакомо Маджоре в Болонье.